# 海菲爾 (阿肯色州)
海菲爾（英語：Highfill）是一個位於美國阿肯色州本頓縣的市鎮。根據2020年美國人口普查，該地共人口1587人，而該地的面積約為46.68平方千米。

## 地理
海菲爾的座標為36°16′14″N 94°19′30″W / 36.27056°N 94.32500°W，而該地的平均海拔高度為412米（即1352英尺）。